# Mockney
Als Mockney (Kofferwort von „mock“ (engl. nachahmen) und „Cockney“) wird in England jemand bezeichnet, der versucht, sich selbst als Cockney zu präsentieren (oder im erweiterten Sinne als Mitglied der Arbeiterklasse) in der Absicht, Glaubwürdigkeit zu erlangen. Ein stereotypischer Mockney stammt aus der Mittelschicht in den Grafschaften um London. Ferner wird ebenso eine Nachahmung ihres gleichnamigen typischen Londoner Soziolekts bzw. Dialekts so bezeichnet.
Den Mockney-Vorwurf mussten sich unter anderem Damon Albarn, Jamie Oliver, Mick Jagger und Mike Skinner gefallen lassen.